# Velles, Indre
Velles är en kommun i departementet Indre i regionen Centre-Val de Loire i de centrala delarna av Frankrike. Kommunen ligger i kantonen Ardentes som tillhör arrondissementet Châteauroux. År 2022 hade Velles 979 invånare.

## Befolkningsutveckling
Antalet invånare i kommunen Velles
Referens:INSEE